# Stay Homas
Stay Homas é um trio musical catalão que surgiu em Barcelona durante o primeiro confinamento na pandemia de Covid-19. Os integrantes deste grupo são Guillem Boltó (trombonista e cantor no Doctor Prats), Klaus Stroink (trompetista no Buhos) e Rai Benet (baixista também no Buhos). Os três moravam juntos num apartamento do distrito do Eixample. O nome do grupo é uma derivació da expressão inglesa stay home (“fique em casa”).

## História

### Nascimento
A primeira canção, Confainament I, difundiram-na em 14 de março de 2020 desde o canal de Instagram do Benet. No dia seguinte, publicaram a segunda, Confainament II, desde a conta do Boltó. E a terceira, Del confineo III, desde a conta do Stroink. O grande sucesso fez que eles abriram contas com o nome do grupo em diferentes redes. As músicas, gravadas no terraço da casa deles, lembram com humor as medidas de prevenção para lutar contra a pandemia de Covid-19, a nova vida isolados em casa e a mágoa pelas atividades que não aconteceriam. As canções misturam diferentes idiomas, como o catalão, inglês, castelhano e português.
Stay Homas convidaram outros músicos para fazer um cameo pelo celular, como Judit Neddermann, Sílvia Pérez Cruz, Macaco, Nil Moliner, Manu Chao, Oques Grasses, Pablo Alborán ou Sofía Ellar.
A rápida difusão das músicas através das redes traspassou fronteiras. Apareceram em meios de comunicação internacionais, como na revista The New Yorker, na TV CNN ou na rádio NPR, entre outras. A mídia lusófona também seguiu o sucesso da banda. As suas canções também receberam covers: Michael Bublé, por exemplo, adaptou o seu Gotta be patient. Bublé acompanhou-se da banda Barnaked Ladies e da cantora mexicana Sofía Reyes.

### Primeiros trabalhos publicados
No início de junho publicaram a canção XXIX: Let it out, a última antes duma parada que coincidiu com o relaxamento das medidas de confinamento na Espanha. Aproveitaram para gravar cinco das suas músicas com qualidade de estúdio e as editaram num EP em julho, intitulado Desconfination. Os integrantes de Stay Homas anunciaram seu primeiro show, na sala Apolo de Barcelona, no dia (31 de julho de 2020). Os ingressos foram vendidos em menos de quinze minutos.
Em dezembro de 2020 publicaram o álbum Agua, com a Sony Music. Das doze pistas incluídas, seis eram regravações de canções que tinham cantado na sacada, enquanto as outras seis eram novas. Stay Homas mantiveram o ecletismo musical, multiculturalidade e plurilinguismo que os tornaram conhecidos.

### A turnêAgua
Comemorando seu primeiro aniversário, mas também pensando na turné de verão, Stay Homas publicaram dez novas músicas desde o 14 de março de 2021. De novo des do terraço e fieis a seu caraterístico estilo musical, desta vez tiveram parcerias com artistas como Albert Pla ou Rubén Blades.
A turnê de apresentação levou à banda a fazer quarenta shows desde maio de 2021 pela Espanha. Em dezembro de 2021 iram visitar Milão, Paris, Bruxelas e Londres, enquanto a turnê pela América do Sul foi adiada até maio de 2022.

## Discografia
- Desconfination (EP, 2020).[18]
- Agua (LP, 2020).[19]

## Prêmios
- ARC 2020:[20]
  - Reconhecimento à iniciativa do grupo ou artista revelação
  - Reconhecimento ao projecto artístico mais inovador realizado no confinamento

- Enderrock 2021:[21]
  - Melhor canção pop-rock, The bright side (parceria com Oques Grasses)
  - Melhor artista revelação
  - Melhor show